# Månens trädgårdar
Månens trädgårdar (på finska Kuun puutarhat) är en roman av den finska författaren Eira Stenberg. Boken gavs ut 1990 på det finska förlaget Tammi och tre år senare i svensk översättning på Sahlgrens förlag. År 1990 var den en av kandidaterna till Finlandiapriset, som dock gick till Olli Jalonens roman Far med dotter.
Romanen handlar om en ynglings frustrerade fadersrelation och verklighetsfrämmande kontakt med omvärlden. Huvudpersonen har två namn: Herman som han har fått av modern och Mikael som han har fått av fadern. Modern är död och fadern som är psykiater kan inte hjälpa sin son som drabbas av mentala problem. Skogen är en viktig plats för huvudpersonen och en mytisk plats i romanen.